# Rhodopis planisiliqua
Rhodopis planisiliqua är en ärtväxtart som först beskrevs av Carl von Linné, och fick sitt nu gällande namn av Ignatz Urban. Rhodopis planisiliqua ingår i släktet Rhodopis och familjen ärtväxter. Inga underarter finns listade i Catalogue of Life.